# Sheykhlū
Sheykhlū (persiska: شيخ لو, Sheykh Moḩammadlū) är en ort i Iran.   Den ligger i provinsen Ardabil, i den nordvästra delen av landet, 400 km nordväst om huvudstaden Teheran. Sheykhlū ligger 1 046 meter över havet och antalet invånare är 238.
Terrängen runt Sheykhlū är platt åt nordväst, men åt sydost är den kuperad.Runt Sheykhlū är det ganska tätbefolkat, med 56 invånare per kvadratkilometer. Närmaste större samhälle är Lārī, 7,3 km söder om Sheykhlū. Trakten runt Sheykhlū består i huvudsak av gräsmarker.